# Кільчаста черв'яга звичайна
Кільчаста черв'яга звичайна (Siphonops annulatus) — вид земноводних з роду Кільчаста черв'яга родини Кільчасті черв'яги.

## Опис
Загальна довжина досягає 20—40 см. Голова невелика. Тулуб хробакоподібний. Має 85 кілець на тілі. Шкіра її чорна, а борозенки між кільцями білясті.

## Спосіб життя
Полюбляє вологий ґрунт у тропічних лісах та саванах. Зустрічається на висоті до 800 м над рівнем моря. Живиться безхребетними.
Самиця відкладає у ґрунт близько 5 яєць довжиною 10 і шириною 8,5 мм. Яйця з'єднані між собою слизовим шнуром. Їх оберігає самиця. Дитинчата деякий час живляться верхніми шарами шкіри матері.

## Розповсюдження
Мешкає у басейні Амазонки: у Бразилії, Еквадорі, Венесуелі, Гаяні, Суринамі, Гвінеї, Колумбії, Перу, Болівії, а також у східному Парагваї та північній Аргентині.